# Mục tiêu S.M.A.R.T

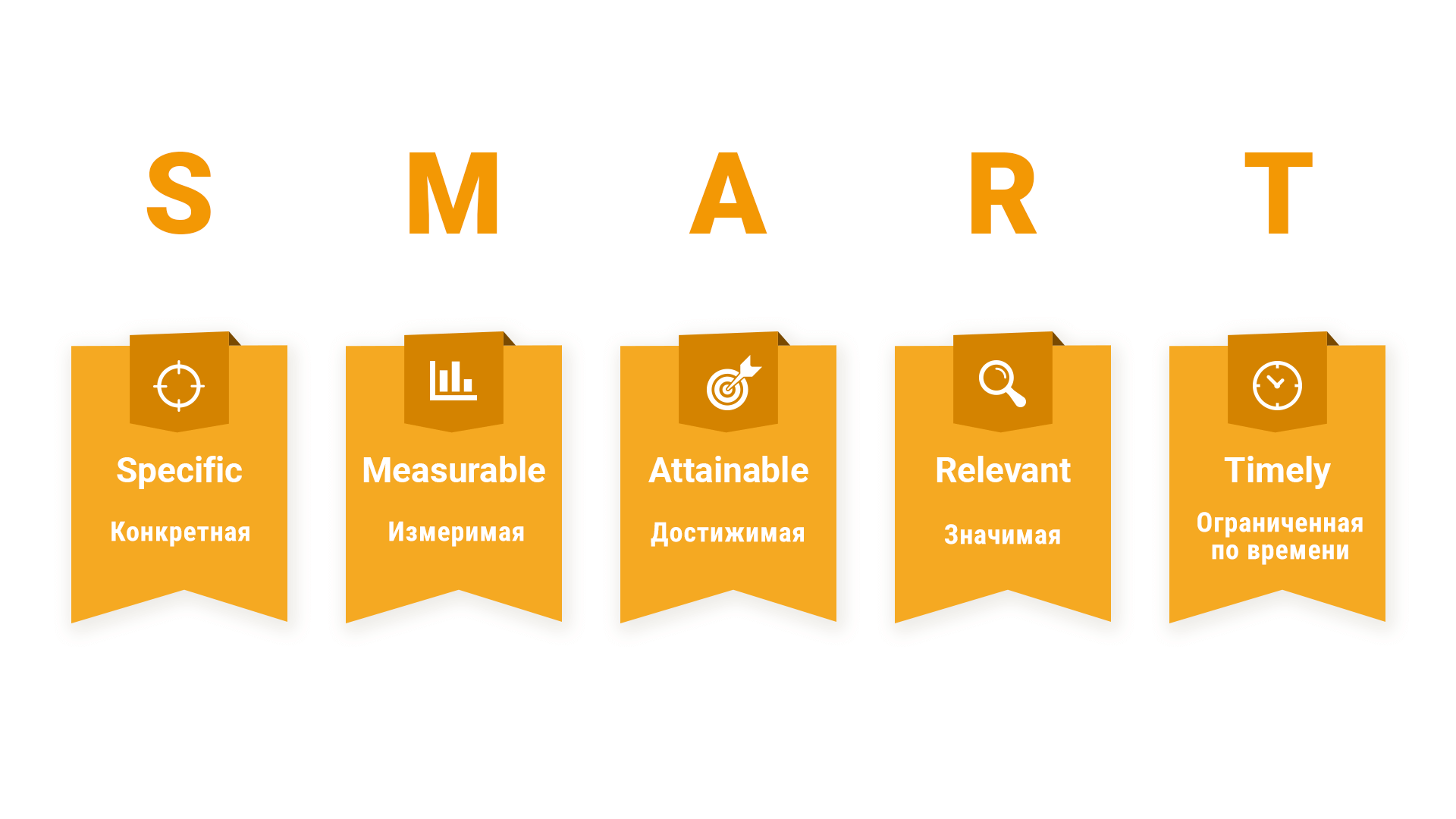
S.M.A.R.T

Việc sử dụng thuật ngữ S.M.A.R.T được biết đến đầu tiên trong ấn bản "Management Review " tháng 11 năm 1981 của George T. Doran. Ưu điểm chính của các mục tiêu SMART là chúng dễ hiểu và cho biết khi nào chúng được thực hiện. Tiêu chí SMART thường được liên tưởng đến lý thuyết quản lý theo mục tiêu của Peter Drucker.
Mục tiêu SMART là những mục tiêu cụ thể cố gắng đạt được trong một khoảng thời gian nhất định. Những mục tiêu này cần được soạn thảo và suy nghĩ cẩn thận để thiết lập chúng thành công. "SMART" là từ viết tắt mô tả các đặc điểm quan trọng nhất của từng mục tiêu.

## Lịch sử hình thành
Tạp chí "Management Review " tháng 11 năm 1981 có một bài viết của George T. Doran có tựa đề "There's a S.M.A.R.T. way to write management's goals and objectives." (Cách thức S.M.A.R.T để đặt ra các mục tiêu và mục đích quản trị).
Bài viết thảo luận về tầm quan trọng của các mục tiêu và khó khăn trong việc thiết lập các mục tiêu và mục đích trong quản trị.
'How do you write meaningful objectives?'- that is, frame a statement of results to be achieved, Managers are confused by all the verbal from seminars, books, magazines, consultants, and so on. Let me suggest therefore, that when it comes to writing effective objectives, corporate officers, managers, and supervisors just have to think of the acronym SMART. Ideally speaking, each corporate, department and section objective should be: (SMART)." George T. Doran

## Tiêu chí cấu thành
"S.M.A.R.T" được cấu thành bởi chữ cái đầu tiên của 5 tiêu chí bao gồm:

### Specific(cụ thể)
Tiêu chí cụ thể có thể hiểu là Nhắm mục tiêu một lĩnh vực cụ thể để cải thiện dịch vụ
Khi đặt mục tiêu, hãy cụ thể về những gì muốn hoàn thành. Mô hình câu hỏi "5W+1H" có thể giúp mục tiêu trở nên cụ thể hơn:
Điều gì (What) - Nghĩ về chính xác những gì chúng ta đang cố gắng thực hiện
Ai (Who) - Xem xét những người cần tham gia để đạt được mục tiêu
Khi nào (When) - Đặt khung thời gian hoàn thành
Ở đâu (Where) - Xác định vị trí hoặc sự kiện có liên quan
Tại sao (Why) - Lý do của mục tiêu là gì?
How

### Measurable(có thể đo lường được)
Tiêu chí có thể đo lường được hiểu là Định lượng hoặc ít nhất đề xuất một số chỉ số tiến bộ có thể đo lường được
Tiêu chí "có thể đo lường được" sẽ giúp theo dõi và định lượng tiến trình của mục tiêu. Câu hỏi "Số liệu nào sẽ được sử dụng để xác định mục tiêu sẽ hoàn thành" sẽ có thể giúp mục tiêu trở nên dễ đo lường hơn

### Attainable(có thể đạt được)
Tiêu chí có thể đạt được có thể hiểu là phân bổ, chỉ định nhân lực
Điều này tập trung vào tầm quan trọng của mục tiêu và những gì có thể làm để đạt được mục tiêu đó. Đôi lúc tiêu chí này yêu cầu phải phát triển các kỹ năng mới và thay đổi thái độ.
- Làm thế nào để hoàn thành mục tiêu
- Nếu có các công cụ / kỹ năng cần thiết,
- Nếu không, hãy xem xét những gì sẽ cần để đạt được.

### Relevant(phù hợp, thích hợp)
Tiêu chí thích hợp được hiểu là nêu rõ những kết quả thực tế có thể đạt được, dựa trên các nguồn lực sẵn có, và nhất là phải dựa vào khả năng thực tế của bản thân.

### Time-bound(giới hạn, quản lý thời gian)
Tiêu chí về quản lý thời gian được hiểu là chỉ định khi có thể đạt được (các) kết quả.
Để có thể đảm bảo tính thành công của quá trình thực hiện mục tiêu cần vạch ra một khung thời gian thực hiện cụ thể cho từng giai đoạn, từng hạng mục và từng mục tiêu nhỏ.
Lưu ý rằng các tiêu chí này không nói rằng tất cả các mục tiêu phải được định lượng trên tất cả các cấp quản lý. Trong một số tình huống nhất định, việc thử định lượng, đặc biệt là ở các vị trí quản lý cấp trung là không thực tế. Các nhà quản lý và doanh nghiệp có thể đánh mất lợi ích của một mục tiêu khác để đạt được việc định lượng chính xác. Vì vậy sự kết hợp giữa mục tiêu và kế hoạch hành động thực sự quan trọng. Do đó, quản lý nên nghiêm túc tập trung vào hai vấn đề mật thiết này.

## Minh họa

### Goal: Tôi muốn hoàn thành một dự án[3]
- Cụ thể: Nhiều người đang truy cập trang web hiện tại của chúng tôi từ thiết bị di động của họ. Vì nó không phải là một trang web đáp ứng, nó cung cấp trải nghiệm kém cho khách hàng. Tôi muốn ra mắt một ứng dụng di động cho trang web của công ty vào cuối tháng 6, đòi hỏi sự tham gia của phát triển phần mềm, thiết kế và tiếp thị.
- Có thể đo lường được: Việc tạo một ứng dụng di động cho trang web của công ty chúng tôi sẽ cần rất nhiều tài nguyên. Để làm cho nó đáng giá, tôi sẽ muốn có 50.000 lượt cài đặt trang web trong vòng sáu tháng kể từ khi ra mắt. Tôi cũng muốn hiển thị tỷ lệ chuyển đổi 5% từ khách hàng sử dụng trang di động.
- Có thể đạt được: Các bộ phận sẽ tham gia đã đăng xuất để tạo một ứng dụng di động. Tôi cần phải quản lý dự án và thiết lập các mốc quan trọng để giữ cho mọi người có động lực và mục tiêu.
- Phù hợp: Cải thiện trải nghiệm của khách hàng trên thiết bị di động là sáng kiến cốt lõi của công ty tôi trong năm nay.
- Giới hạn thời gian: Để đạt được 50.000 lượt cài đặt ứng dụng di động và tỷ lệ chuyển đổi 5% vào cuối năm tài chính, ứng dụng sẽ cần được tung ra vào quý 2 với chiến dịch tiếp thị mạnh mẽ sẽ tiếp tục đến cuối năm.

### Goal: Tôi muốn cải thiện hiệu suất của mình[3]
- Cụ thể: Tôi nhận được điểm thấp về khả năng sử dụng PowerPoint trong lần đánh giá hiệu suất cuối cùng của mình. Cải thiện kỹ năng của tôi yêu cầu tôi học cách sử dụng PowerPoint hiệu quả và thực hành sử dụng nó bằng cách tạo các bản trình bày khác nhau. Tôi đã muốn thành thạo hơn khi sử dụng PowerPoint kịp thời cho lần đánh giá tiếp theo sau sáu tháng nữa.
- Có thể đo lường được: Vào thời điểm đánh giá tiếp theo, tôi sẽ có thể tạo các bài thuyết trình kết hợp biểu đồ, hình ảnh và các phương tiện khác trong vài giờ. Tôi cũng có thể sử dụng và tạo các mẫu trong PowerPoint một cách hiệu quả mà đồng nghiệp của tôi cũng có thể sử dụng.
- Có thể đạt được: Cải thiện các kỹ năng PowerPoint của tôi là công cụ để tiến lên trong sự nghiệp và nhận được đánh giá hiệu suất tốt hơn. Tôi có thể dành thời gian sang một bên mỗi tuần để xem hướng dẫn PowerPoint và thậm chí đăng ký vào một lớp học trực tuyến có thể dạy tôi các kỹ năng mới. Tôi cũng có thể hỏi đồng nghiệp và người quản lý của mình về các mẹo PowerPoint.
- Phù hợp: Làm việc với PowerPoint hiện chiếm 25% công việc của tôi. Khi tôi chuyển lên công ty, tôi sẽ cần dành 50% thời gian để tạo các bài thuyết trình PowerPoint. Tôi thích sự nghiệp của mình và muốn tiếp tục phát triển trong công ty này.
- Giới hạn thời gian: Trong sáu tháng, tôi nên thành thạo PowerPoint để đảm bảo nó chỉ chiếm 25% khối lượng công việc của tôi thay vì gần 40% thời gian hiện tại.

## Các định nghĩa tương tự
Mỗi chữ cái trong "S.M.A.R.T" có thể đề cập đến những từ khác nhau tuỳ theo cách sử dụng và thường được chấp nhận:
| Chữ cái | Từ thông thường          | Từ thay thế                                                                             |
| ------- | ------------------------ | --------------------------------------------------------------------------------------- |
| S       | Specific                 | Strategic                                                                               |
| M       | Measurable               | Motivating                                                                              |
| A       | Achievable               | Asignable, Agreed, Action-Oriented, Ambitious, Aligned with Corporate Goals, Attainable |
| R       | Relevant                 | Realistic, Resourced, Reasonable, Results-based                                         |
| T       | Time-bound, Time-limited | Trackable, Time-based, Time-Oriented, Timely, Time-sensitive, Timeframe, Testable       |

Một số cách kết hợp các từ có thể gây ra sự trùng lặp và chồng chéo, chẳng hạn từ 'attainable' và từ 'realistic', từ 'appropriate' và từ 'relevant'.

## Tranh luận
Không phải ai cũng xem "mục tiêu SMART" là một công cụ hỗ trợ hữu ích trong việc thiết lập mục tiêu. Các nhà phê bình cho rằng kỹ thuật SMART không hoạt động tốt cho các mục tiêu dài hạn vì nó thiếu tính linh hoạt với các thay đổi của hoàn cảnh.
Không những thế, họ còn không tin tưởng vào độ đảm bảo thành công của "mục tiêu S.M.A.R.T" vì họ cho rằng phương pháp SMART không thúc đẩy cảm giác cấp bách hoặc phấn khích cần thiết để thành công. Cụ thể, họ hỏi liệu phương pháp SMART có bắt buộc bạn phải hành động theo đuổi mục tiêu của mình hay tạo ra quán tính và kìm hãm sự sáng tạo?